# Seis meses de residencia y viajes en México
Seis meses de residencia y viajes en México es un libro de viajes publicado por el autor inglés William Bullock, en 1824, con ilustraciones de Samuel Howitt. El libro describe cuadros en el contexto de la Nueva España, sus medios de producción, sistema tributario, agricultura, forma de gobierno y estilo de vida de los habitantes de su tiempo. La primera edición, impresa en Londres, incluyó 15 ilustraciones (4 a color), 2 mapas plegados del México antiguo, y una tabla para desplegar los mapas, así como diversos frontispicios y cubierta de pasta dura.
El origen de este libro es el viaje que William Bullock realizó a México entre diciembre de 1822 y noviembre de 1823, del que volvió con una de las primeras colecciones de piezas arqueológicas del país, en el ahora demolido Egyptian Hall de Londres. Durante su viaje, Bullock fue muy bien recibido por las autoridades locales, de quienes recibió diversos regalos como cerámicas del gran reloj de Moctezuma, fragmentos de piedras de sacrificio, modelados de las pirámides de Teotihuacán, las ilustraciones enviadas a Moctezuma para informar la llegada de Hernán Cortes y el primer mapa ordenado por Cortés de la antigua ciudad. Todos estos regalos e ilustraciones quedaron plasmados a manera de investigación en el libro.
La publicación está compuesta de XXXIII capítulos en los que distribuye en apartados la temática, desde su salida del puerto de Portsmouth el 11 de diciembre de 1822, el paso por Jamaica y su arribo a Veracruz, hasta su partida del mismo puerto el 28 de agosto de 1823.